# Villarsia rhomboidalis
Villarsia rhomboidalis är en vattenklöverväxtart som beskrevs av Paul Louis Amans Dop. Villarsia rhomboidalis ingår i släktet Villarsia och familjen vattenklöverväxter. Inga underarter finns listade i Catalogue of Life.